# D&D Productions
D&D Productions was een Belgisch productiehuis uit Schaarbeek dat een aantal bekende VTM-programma's gemaakt heeft waaronder Wittekerke, Ons geluk en Verschoten & Zoon.
Het bedrijf is opgericht in 1989 en werd in zijn beginjaren de hofleverancier van VTM genoemd. Later werkte het bedrijf ook voor andere zenders, maar VTM bleef de grootste klant. In 2008 ging het bedrijf failliet nadat VTM had besloten Wittekerke stop te zetten.

## Producties
Een greep uit de programma's van D&D Productions:
- De Vermeire explosion (VTM)
- Verschoten & Zoon (VTM)
- De Jacques Vermeire Show (VTM)
- Binnen zonder bellen (VTM)
- U beslist! (VTM)
- Marlène (VTM)
- Kriebels (VTM)
- Ons geluk (VTM)
- Wittekerke (VTM)
- Vakantiekriebels (VTM)
- Eén uit duizend (VTM)
- Bex & Blanche (VTM)
- 10 om te zien (VTM)
- Hoe?Zo! (TV1)
- Van kapitaal belang (Canvas)